# Thérèse Dion
Pour les articles homonymes, voir Dion.
 (janvier 2020).
Si vous disposez d'ouvrages ou d'articles de référence ou si vous connaissez des sites web de qualité traitant du thème abordé ici, merci de compléter l'article en donnant les références utiles à sa vérifiabilité et en les liant à la section « Notes et références ».
 (janvier 2020).
- Si vous ne connaissez pas le sujet, laissez ce bandeau (vous pouvez alors contacter les auteurs).
- Si vous supprimez le contenu mis en cause (vous pouvez préalablement contacter les auteurs),

argumentez précisément cette suppression dans la page de discussion
(un manque de référence n'est pas un argument ; une recherche réelle de référence doit avoir été effectuée, être formellement documentée).
Thérèse Dion (MSM), alias Maman Dion, née Marie-Thérèse Tanguay le 20 mars 1927 à Sainte-Anne-des-Monts (Gaspésie) et morte le 17 janvier 2020 à Sainte-Rose (Laval), est une personnalité publique, femme d'affaires et animatrice de télévision canadienne, connue pour être la mère de la chanteuse Céline Dion et de treize autres enfants.

## Biographie
Thérèse Tanguay naît le 20 mars 1927. Elle est l'un des neuf enfants d'Achille Tanguay et Antoinette Sergerie originaire de Sainte-Anne-des-Monts en Gaspésie au Canada. Alors qu'elle n'a que 2 ans, la crise de 1929 frappe durement le Québec. Le gouvernement met alors en place un programme dans lequel il offre des terres gratuites à ceux qui ont le courage de les défricher. Son père se porte volontaire. Au fil du temps, il bâtit ce qui allait devenir le futur village de Saint-Bernard-des-Lacs.
À l'école, elle est décrite comme intelligente, curieuse, et rêve de sauver le monde. Âgée de seulement 13 ans, elle est forcée d'abandonner l'école sur décision de sa mère qui la veut au foyer.
Pour son onzième anniversaire, elle reçoit un violon et s'avère douée.

### Mariage avec Adhémar Dion et maternité
Dans les années 1940, la famille de Thérèse Dion déménage à La Tuque où Thérèse trouve un travail dans une pouponnière. Cela la passionne au point de vouloir suivre des études d'infirmière à Montréal, mais ses parents l'en empêchent à nouveau.
Un jour, son père l'emmène chez Charles Dion, un ami d'enfance. Remarquant son violon, la femme de Charles, Ernestine, appelle son fils, Adhémar, pour qu'il accompagne Thérèse avec son accordéon. 
Rapidement tombés amoureux l'un de l'autre, ils se marient en 1945. Les premières années sont difficiles car Adhémar ne désire pas d'enfants à la surprise de Thérèse.
En 1946, le couple donne naissance à Denise et les réticences d'Adhémar envers les enfants s'estompent.
Après les naissances de Clément, Claudette et Liette, la mère de quatre enfants se sent laissée à elle-même en raison de l'emploi d'Adhémar qui passe des mois loin de la famille dans un camp de bûcherons.
En 1951, Adhémar quitte finalement le camp de bûcherons et le couple s'installe à Charlemagne.
Ils emménagent dans un appartement modeste, trop petit pour la famille nombreuse. Un jour, Thérèse entend un message à la radio annonçant l'octroi possible d'un prêt de 10 000 $ à dix couples pour bâtir leur logement eux-mêmes.
Thérèse Dion-Tanguay conçoit les plans et entreprend les démarches. Même enceinte, Thérèse est sur le chantier. En 1953, la famille emménage dans l'appartement.
En 1957, le père d'Adhémar, Charles Dion, est happé violemment et mortellement par un train, pas loin de chez eux.
Adhémar ne pouvant plus supporter de vivre dans cette maison proche du lieu de l'accident qui a coûté la vie à son père, la famille déménage dans une autre maison à Charlemagne (où ils vivront jusqu'en 1982).
En 1967, Thérèse atteint la quarantaine. Ses derniers enfants (Paul et Pauline) vont à la maternelle et elle souhaite se trouver un emploi. Mais soudainement, elle éprouve des nausées et découvre qu'elle est à nouveau enceinte, de Céline. Cette annonce la plonge dans une dépression qui dure durant toute la grossesse.
La musique a toujours fait partie de la famille Dion. Très rapidement, elle se fait un nom dans la municipalité et est surnommée « la famille musicienne de Charlemagne ». Elle se produit dans des mariages et des salles paroissiales.
À 46 ans, Thérèse est employée comme vendeuse dans un magasin dont elle devient plus tard la gérante. Elle contribue également à la construction d'un centre commercial.
À la même époque, son mari et sa fille Claudette ouvrent un bar où les membres de la famille peuvent chanter. Victime de son succès, Thérèse abandonne son travail pour subvenir aux besoins du bar comme cuisinière.

### Carrière de Céline Dion
L'année 1979 marque la fin d'une époque : le bar Le Vieux Baril brûle. C'est un choc pour la famille. Plusieurs de ses enfants tentent une carrière musicale, mais sans succès.
Thérèse Dion-Tanguay croit aux capacités exceptionnelles de sa dernière fille et n'ayant plus d'autres enfants aussi jeunes à élever, elle décide de s'en occuper à temps plein.
Le premier imprésario, Paul Lévesque, est vite remercié. Non seulement il veut lui faire enregistrer des reprises de René Simard mais exige que Céline reste à l'école. Lévesque est allé jusqu'à envoyer une mise en demeure au couple Dion à propos de la scolarité de Céline Dion. 
Voulant qu'elle chante ses propres chansons, elle compose Ce n'était qu'un rêve et demande à son fils Jacques de faire la mélodie.
Enregistrée, la cassette est envoyée à René Angélil qui devient l'imprésario de Céline. Thérèse se résout à déménager à Montréal en 1982 pour se rapprocher des bureaux de René. Elle retire sa fille de l'école (alors âgée de 14 ans), en raison de sa carrière prometteuse, mais exigeante. Thérèse accompagne sa fille à travers le monde jusqu'à ses 18 ans.

#### Relation amoureuse entre René et Céline
Lorsqu'elle découvre les sentiments amoureux de Céline envers René, Thérèse Dion-Tanguay désapprouve et s'inquiète. Au fil du temps, elle laisse ses chances à René bien qu'il soit plus âgé de 26 ans et 2 fois divorcé. Céline et René se marient en 1994.

### Affaires et télévision
Vers la fin des années '90, Thérèse Dion commercialise Les Pâtés Maman Dion, le mets favori d'Adhémar. Lors d'une tournée promotionnelle, elle est invitée à l'émission Le Point J, animée par Julie Snyder. Cette dernière, impressionnée, lui propose l'animation d'une émission, ce qu'elle accepte.
De 1999 à 2001, Thérèse Dion-Tanguay anime avec Éric Salvail l'émission culinaire Maman Dion.
L'année suivante, Thérèse Dion-Tanguay se retire de la vie publique pour prendre soin de son mari Adhémar chez qui un cancer est diagnostiqué.
Malgré son retrait de la vie publique, elle refera jaser notamment dans une poursuite judicaire en 2007 contre l'imprésario Paul Lévesque pour violation des droits d'auteur de la chanson Ce n'était qu'un rêve.  

### Décès
L'état de santé de Thérèse Dion-Tanguay se détériore : pertes de vision, d'audition et même de mémoire. Elle meurt le 17 janvier 2020 à l’âge de 92 ans.

## Autre

### Philanthropie
En 1998, Thérèse Dion fonde, avec son fils Jacques, La fondation Achille-Tanguay (du nom de son père), qui vient en aide aux familles dans le besoin. Jacques doit abandonner ses activités de la fondation en 2005 pour prendre soin de son fils, maintenant en fauteuil roulant à la suite d'un accident de ski . La fondation change de nom en 2006 et devient La fondation Maman Dion, avec toujours les mêmes objectifs : venir en aide aux enfants de milieu défavorisé en fournissant du matériel scolaire et des vêtements[source insuffisante].
En 2010, elle inaugure la Maison Adhémar-Dion à Terrebonne, un centre de soins palliatifs nommé ainsi en hommage à son mari défunt.

## Vie privée
Thérèse Dion a été mariée à Adhémar de 1945 à 2003. Ils élèvent 14 enfants dont les plus connus sont les chanteuses Claudette et Céline Dion.
Michel Dion est régisseur pour les spectacles résidentiels A New Day… et Celine présentés à Las Vegas et pour ses tournées depuis 1993. Il part à la retraite en 2021. 
Manon Dion fait partie de l'équipe de tournée de Céline comme coiffeuse depuis 1993.
Ghislaine est choriste de Céline de 1987 à 1991.
La famille Dion vit longtemps à Charlemagne. Leur premier logement était trop petit, le couple a construit son propre logement situé au 89, rue Saint-Jacques. Ce logement comprenait deux autres logements à l'étage supérieur pour fournir un revenu à la famille.
Leur troisième résidence est située au 130 rue Notre-Dame jusque dans les années 1980 où elle est transformée en magasin de portes et fenêtres. Le bâtiment est mis en vente en 2007. Des rumeurs disent qu'il sera le prochain siège social de la Fondation Maman Dion ou d'un musée. Le projet d'un musée est grandement favorisé en particulier chez les admirateurs de Céline Dion. Tout est prévu pour 3 ans plus tard, mais il ne voit jamais le jour, car le terrain est petit et la maison trop fragile. En 2014, à la suite d'un incendie, la ville n'a plus d'autre option que de la démolir. Le terrain est aujourd'hui occupé par les bureaux de la Fondation Maman Dion, inaugurés en 2015.
Thérèse est la belle-mère de René Angélil et la grand-mère de René-Charles, Eddy et Nelson, entre autres.

## Dans la fiction
Thérèse Dion a inspiré le personnage de Sylvette Dieu, interprété par Danielle Fichaud dans le film Aline de Valérie Lemercier.

## Distinctions
- Médaille de l'Assemblée nationale, 2009 et 2019[17]